# Relaciones Chile-Malta
Las relaciones Chile-Malta son las relaciones internacionales entre la República de Chile y la República de Malta. Las relaciones entre ambos países se enmarcan en las relaciones Chile-Unión Europea, instancia supranacional de la cual Malta forma parte.

## Historia

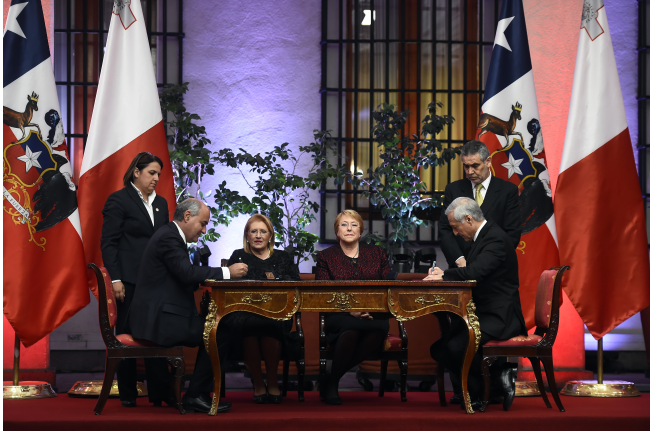
Firma de acuerdos bilaterales entre Chile y Malta durante una visita de Estado de la presidenta maltesa Marie-Louise Coleiro Preca a Chile en julio de 2017.

Ambos países establecieron relaciones diplomáticas en 1989. La presidenta de Malta, Marie-Louise Coleiro Preca, realizó una visita de Estado a Chile en julio de 2017, siendo la primera vez que un mandatario maltés concurre al país sudamericano. En la ocasión, junto a la presidenta de Chile Michelle Bachelet, firmaron diversos acuerdos, incluyendo un mecanismo de consultas políticas, para dar un impulso a la relación entre ambos países.

## Relaciones comerciales
En 2023, el intercambio comercial entre ambos países ascendió a los 5,7 millones de dólares estadounidenses. Los principales productos exportados por Chile fueron medicamentos estupefacientes, vinos y medicamentos quimioterapéuticos, mientras que aquellos exportados principalmente por Malta al país sudamericano fueron medicamentos antifúngicos, aparatos audiovisuales y aparatos electromédicos.

## Misiones diplomáticas
- Chile La embajada de Chile en Italia concurre con representación diplomática a Malta. Además, Chile cuenta con un consulado honorario en La Valeta.[4]

- Malta esta acreditado a Chile desde su Ministerio de Relaciones Exteriores con sede en La Valeta[5] y cuenta con un consulado honorario en Santiago de Chile.[5]